# 高塚智人
高塚 智人（たかつか ともひと、1992年8月25日 - ）は、日本の男性声優、歌手。東京都出身。マウスプロモーション所属。

## 来歴
専門学校東京アナウンス学院出身。
高校2年生の頃、同じ趣味の友人の前で、アニメの声真似をしていたら、「声を出すのが好きなら声優を目指してみたら？」と言われ「声優」を意識した。家族も夢を応援してくれたため、高校に通いながら、夜間で声優を学べる学校に入学した。その夜間の学校では、厳しい先生に教えを受け、「これから先いろんな意見を貰うだろうけど『自分がいい』と思うことだけ吸収しろ」と言われた。
高校卒業後、専門学校に通う。その学校では卒業後の進路を決めるオーディションがあった。たくさんのプロダクションが来て、「所属」か否かを決めるものだったが、一切声がかからなかった。これまで根拠のない自信があったが、初めて現実を知ったという。その後、そのオーディションで高塚を見ていたゆーりんプロから連絡をもらって、もう一度オーディションのチャンスをもらう。
ゆーりんプロに所属後、初めてのスタジオオーディションで『アイドルマスター SideM』の渡辺みのり役を射止める。
2022年1月26日にドリーミュージックよりアーティストデビュー。
2023年3月31日をもってゆーりんプロを退所、翌4月1日付でマウスプロモーションに移籍した。

## 人物
趣味はゲーム、サバイバルゲーム、フィギュア。ワープロ検定3級の資格を所有している。
中学生の頃は吹奏楽部に所属しており、打楽器を担当していた。兄の影響でGLAYなどのヴィジュアル系バンドを好んで聴いていた。

## 出演
太字はメインキャラクター。

### テレビアニメ
2016年
- ALL OUT!!（2016年 - 2017年、大比叡太一、高倉遼、金井俊也、嶺蔭学園部員）

2017年
- ピアシェ〜私のイタリアン〜（リーガ・トニー）
- 弱虫ペダル NEW GENERATION（観客）
- アイドルマスター SideM（渡辺みのり）

2018年
- 25歳の女子高生（相田直之）
- アイドルマスター SideM 理由あってMini!（渡辺みのり）

2019年
- 指先から本気の熱情-幼なじみは消防士-（2019年 - 2021年、泉友貴、しょーかくん） - 2シリーズ / 通常版
- スタンドマイヒーローズ PIECE OF TRUTH（荒木田蒼生）

2020年
- プランダラ（ダビの部下、客、軍人、須田恭平、特務）
- 八男って、それはないでしょう!（ローデリヒ）
- 継つぐもも（皇すおう）
- Mr.Shadow（茶系）
- 遊☆戯☆王SEVENS（2020年 - 2022年、野球部員、近未来源のデュエリスト）

2021年
- かげきしょうじょ!!（平山）

2022年
- 王子の本命は悪役令嬢（シリウス・イヴェール） - 通常版
- 本好きの下剋上 司書になるためには手段を選んでいられません（ヨゼフ）
- 異世界迷宮でハーレムを（盗賊）
- ドラえもん（テレビ朝日版第2期）（犬）
- 4人はそれぞれウソをつく（ナンパ男2）
- 勇者パーティーを追放されたビーストテイマー、最強種の猫耳少女と出会う（エドガー・フロムウェア）

2023年
- 【推しの子】（ファン）
- 英雄教室（レナード）

2024年
- ブルーアーカイブ The Animation（カイザーローンの銀行員、客）
- 鬼滅の刃 柱稽古編

2025年
- 妖怪学校の先生はじめました!（松尾）
- 青の祓魔師 終夜篇（祓魔師）
- ブスに花束を。（アナウンス）
- 陰陽廻天 Re:バース（カイセイ）

### OVA
- スタンドマイヒーローズ WARMTH OF MEMORIES（2023年、荒木田蒼生）

### Webアニメ
- ファイトリーグ ギア・ガジェット・ジェネレーターズ（2019年、スモーキー・スネーク・シーシャ[27]）
- マウスどうぶつえん(2023年 - 、ストケスイワトカゲのともひと)
- GAMERA -Rebirth-（2023年、アンガス・ゲイラー）

### ゲーム
2015年
- アイドルマスター SideM（2015年 - 2023年、渡辺みのり)
- ガーディアンズ・ヴァイオレーション
- ドラゴンジェネシス（アイアース）

2016年
- クイズRPG 魔法使いと黒猫のウィズ（ウルディラ・フレド）
- グランブルーファンタジー（2016年 - 2023年、ラック 他）
- 白猫プロジェクト（ライフォード)
- スタンドマイヒーローズ（荒木田蒼生）
- スチームプリズン（ウルリク・フェリエ）
- VIIDOG CODE-ヴィドッグ・コード-（天羽イザナ）
- マジカルデイズ the Brats’s Parade（マサチカ）

2017年
- キャプテン翼 ～たたかえドリームチーム～（サラゴサ）
- アイドルマスター SideM LIVE ON ST@GE!（2017年 - 2020年、渡辺みのり）
- パシャ★モン（男性主人公）

2018年
- ファイトリーグ（スモーキー・スネーク・シーシャ）
- アイ★チュウ（泡沫アイル）
- Sdorica（ハッチソン）
- CARAVAN STORIES（アクシオン）
- ダッシュ!（ジーク）
- Choice×Darling-チョイダリ（佐士原亨）
- 花園学園（エドウィン）

2019年
- シチュカレ（当麻）
- 一血卍傑-ONLINE-（ニギハヤヒ）
- ７Calls Later（揺本光）
- クリスタルハーツ（ラエル）
- ナイツクロニクル（セルディック）

2020年
- サンクタス戦記-GYEE-（オズモンド、クイック・リックス）
- 夢王国と眠れる100人の王子様（ノクス）
- ホーンテッド・オバケストラ vol.1 Awaking（メリィ）

2021年
- LOOPERS（タイラ）
- アイドルマスター ポップリンクス（渡辺みのり）
- フィギュアストーリー（曹操）
- アイドルマスター SideM GROWING STARS（2021年 - 2023年、渡辺みのり）
- 終遠のヴィルシュ -ErroR:salvation-（ジャン）
- ウインドボーイズ！（見戸響）
- 悪魔執事と黒い猫（アモン・リード）

2022年
- 夢職人と忘れじの黒い妖精（キュイ）
- ホーンテッド・オバケストラ vol.2 Bianke（メリィ）
- モンスターハンターライズ：サンブレイク（フルル）

2023年
- ヘブンバーンズレッド（祈祷屋、乗組員A）

2024年
- グランブルーファンタジー リリンク
- ファイナルファンタジーVII リバース
- プロジェクトセカイ カラフルステージ! feat. 初音ミク

### ドラマCD
2015年
- THE IDOLM@STER SideM ST@RTING LINE（渡辺みのり）
  - 03 Beit
  - 04 High×Joker

- OVER（あっちゃん）

2017年
- ふしぎの国の有栖川さん（松井）※別冊マーガレット6月号付属ドラマCD 
- 一途なカレにひたすら告白されるCD Blue Moon（桜庭央司）

2018年
- 忘却学園プルガトリウム（深山一騎）

2019年
- 豪華列車アルデバラン〜7泊8日の恋人〜（星野尚哉）
- コイの箱庭（ポータ）

2021年
- ボイスドラマ零次元アイドル“炎舞”[炎のように舞う]（剣崎穀丞）

### BLCD
- お隣さんちの兄弟事情〜藤井家の場合〜（藤井愛久[57]）
- 歌舞伎町バッドトリップ（じゅん）
  - 歌舞伎町バッドトリップ2
- きこえる?（学[58]）
- キューピッドに落雷（勇志）
  - キューピッドに落雷 追撃
- 君の肌、恋の匂い（茉希[59]）
- 巨人族の花嫁（マルトゥ・イス・リエント[60]）
- 好物は真夜中のうちに腹のなか（滝浪正親[61]）
  - 好物は愛しいあなたの腹のなか
- コスメティック・プレイラバー（柿崎圭吾）
- 最終電車（御木豊[62]）
- ナカまであいして（2021年－2023年、堺）
  - ナカまであいして2
  - ナカまであいして3
- 二代目!地獄ブラザーズ（都市）
- べな（二三）
- 本日もペット日和（倉野仁志[63]）
- ヤリチン☆ビッチ部 2（紺野先生）
  - ヤリチン☆ビッチ部 3
  - ヤリチン☆ビッチ部 4
  - ヤリチン☆ビッチ部 5

### オーディオドラマ
- 終末のハーレム（2017年、火野恭司[64]）
- 「紅魔闘伝」L-boom公式ラジオ（2018年、紫雨）
- アイドルマスター SideM「315 PASSION CONTENTS」（2024年、渡辺みのり） - 5作品[一覧 2]

### 吹き替え
- サマー・オブ・84（2019年、カイル[65]）
- ジャスト・ビヨンド 怪奇の学園（2021年）[66]

### デジタルコミック
- ポン太がヒトになりまして。（2024年、ノリアキ[67]）
- スライム聖女（2024年、執事[68]）

### 舞台
- 君姫
- 眠れる森の魔女
- 智恵子抄

### 朗読劇
- KIRAKIRA VOICE LAND VOL.08「LOVE×LETTERS」（2018年2月17日、18日、絵本塾ホール）- 大地、海斗 役（深町寿成とのWキャスト[69]）
- 朗読劇×オーケストラ第3弾「サンドリヨン」～灰かぶり姫奇縁～（2018年7月6日、調布市グリーンホール）- サンドリヨン 役
- 朗読劇「学園デスパネル」横浜、名古屋公演（2018年8月22日、23日、9月8日、9日、サルビアホール、万松寺白龍ホール）- 長瀬 役
- 声優朗読劇 VORLESEN フォアレーゼン
  - 〜本当はあぶないモーツァルト〜（2019年1月27日、7月6日、江南市民文化会館、名古屋文理大学文化フォーラム）- ナレーション、モーツァルト、シカネーダー 役
  - 〜ヴェルサイユ騒動記〜（2019年11月2日、市川市文化会館）- クープラン、部下 役
  - 〜ヘンデル一代記〜（2021年1月17日、西新井文化ホール）- アッカーマン 役
  - 〜楠木正成〜（2021年2月20日、すばるホール）- 佐々鬼三郎、楠木正行 役 他
  - 〜疑惑〜 ベートーヴェンの隠された素顔（2022年9月18日、けんしん郡山文化センター）
- クトゥルフ朗読劇「華蝕の匣 〜書生の夢現〜」（2019年10月6日、横浜YTJホール）- 番頭 役
- PLATTO朗読劇 「二つのさよなら、半分の再会」（2020年6月27日）- マスター（影山隼）役
- 声のプロフェッショナルが奏でる日本文学「吾輩は猫である-はじまりの漱石-」（2020年10月30日、紀伊國屋サザンシアター TAKASHIMAYA）- 夏目金之助、主人 役 他
- 声のプロフェッショナルが奏でるリーディングシェイクスピア「ロミオとジュリエット」（2021年4月17日、昭和音楽大学テアトロ・ジーリオ・ショウワ）- ティボルト、パリス 役 他
- 朗読で描くミステリー「アルセーヌ・ルパン〜ああ、哀しき怪盗紳士〜」（2021年10月21日、紀伊國屋ホール）- アルセーヌ・ルパン 役
- KIRAKIRA VOICE LAND VOL.36「Spiral」（2021年11月21日、シダックスカルチャーホール）- エリクサー 役
- 朗読劇「Time [never] comes back!?」（2022年1月14日、シアターグリーン BIG TREE THEATER）- 豊臣エリック 役
- ボイスガレッジシアター Vol.2「ブラインド」（2022年1月22日、野方区民ホール）- 清四郎 役
- 角川文庫朗読会シリーズ「シャーロック・ホームズの冒険」（2022年5月13日、EJアニメシアター新宿）- ゴドフリー・ノートン 役 他
- 朗読劇「吸血鬼ドラキュラ 〜Eternal Love〜」（2022年8月19日、TOKYO FMホール）- ドラキュラ伯爵 役
- THE IDOLM@STER SideM PASSIONABLE READING SHOW -超常事変〜対立スル正義〜-（2023年3月12日、武蔵野の森総合スポーツプラザ メインアリーナ） - 渡辺みのり 役[70]
- THE IDOLM@STER SideM PASSIONABLE READING SHOW ～天地四心伝～（2024年2月10日、幕張イベントホール）- 渡辺みのり 役[71]
- 江戸川乱歩 名作朗読劇「怪人二十面相－暗黒星－」（2024年3月1日、博品館劇場） [72]

### テレビドラマ
- ラブなる! 〜恋愛信号〜 BOY' Side（2016年4月4日 - 、BS11） - 充嗣 役[73]

### ラジオ
※はインターネット配信。
- Caféグラススリッパー（2017年 - 、RADIO TOMO※）
- 高塚智人と汐谷文康のチョクラジ!（2018年 - 2019年、チョクメ!※）[74]
- MAN TWO MONTH RADIO 高塚智人のポンコツプリンスオンライン（2019年、超!A&G+※）[75]
- 高塚智人と深町寿成の僕たちは何もあとさき考えずに見切り発車でラジオをはじめてしまった件（2019年 - 2022年、USEN C-29 BUSHI.ST）
- 真夜中エンカウント（2019年 - 、超A&G+※）[76]
- アイドルマスター SideM ラジオ 315プロNight!（2019年、ニコニコ生放送※）

### テレビ番組
※はインターネット配信。
- 高塚智人・永塚拓馬・堀江瞬 ラーメン男子（2018年 - 、ニコニコ生放送※）
- 天﨑滉平・高塚智人 あまたか108（2019年 、ニコニコ生放送※）[77]
- 高塚智人の実況！自宅警備員（2019年 - 、ニコニコ動画※・YouTube※）[78]
- ポプマス生配信（2020年 - 2022年、ニコニコ生放送※・YouTube Live※・Periscope）ポプマス宣伝大使[79][80]
- 教えて！ウインボ放送委員会（2021年 - 、YouTube※）[81]

### CM
- アイドルマスター ポップリンクス「ひと息プロデュース！篇」（2021年、顔出し出演）

### ナレーション
- ヒューマンサイエンス（キャラボイス）
- 横浜ミストリー
- ターナーフィルム[82]

### イベント
- OZMAFIA!! OZ Family Secret Meeting!!（MC)

### 映像商品
- 人狼バトル lies and the truth 2019 FEBRUARY 〜人狼VS海賊〜
- 人狼バトル lies and the truth 2019 AUGUST 〜人狼VSエクソシスト〜
- 人狼バトル lies and the truth 2020 FEBRUARY 〜人狼VSプリズナー〜
- 人狼バトルTHE NIGHTMARE SEASON1#1
- 人狼バトルTHE NIGHTMARE SEASON1#2
- 人狼バトルTHE NIGHTMARE SEASON1#3

### その他コンテンツ
- PV『同居人はひざ、時々、頭のうえ。』（2017年、朏素晴[83]）
- ボイスアプリ『シチュカレ』（2019年、甘えんぼカレシ・当麻[84]）
- アニメ 『アズールレーン びそくぜんしんっ！』BD音声特典 ファンのお兄さんたちによるオーディオコメンタリー（2021年）
- ステージイベント『ようこそ妄想営業部へ❤』（2021年 - 2023年、高塚トモヒト）
- PV『ダイヤモンドの功罪』（2023年、監督[85]）
- メディアミックスプロジェクト『コードジェム』（2023年 - 、希琉[86]）
- PV『青春のやり直しは異世界で～死神は俺のことが好きすぎる～』（2024年、不破誠[87]）
- PV『スライム聖女』（2024年、執事[88]）
- 愛天使世紀ウェディングアップル（2025年、三田村博[89]）

## ディスコグラフィ

### アルバム
|         | 発売日        | タイトル   | 規格品番    | 規格品番  | オリコン 最高位 |
| DVD付盤 | 発売日        | タイトル   | 通常盤      |           | オリコン 最高位 |
| ------- | ------------- | ---------- | ----------- | --------- | --------------- |
| 1st     | 2022年1月26日 | ホシノオト | MUCD-8158/9 | MUCD-1477 | 51位            |

### キャラクターソング
| 発売日   | 商品名                                                                                              | 歌 | 楽曲                                                                         | 備考 |
| 2015年   | 2015年                                                                                              | 2015年 | 2015年                                                                       | 2015年 |
| -------- | --------------------------------------------------------------------------------------------------- | --- | ---------------------------------------------------------------------------- | --- |
| 7月22日  | THE IDOLM@STER SideM ST@RTING LINE -03 Beit                                                         | Beit | 「スマイル・エンゲージ」 「想いはETERNITY」 「DRIVE A LIVE」                 | ゲーム『アイドルマスター SideM』関連曲                                                                       |
| 2016年   | | |                                                                              | |
| 8月31日  | THE IDOLM@STER SideM 2nd ANNIVERSARY DISC 02 Beit & S.E.M                                           | Beit & S.E.M | 「エウレカダイアリー」                                                       | ゲーム『アイドルマスター SideM』関連曲                                                                       |
| 8月31日  | THE IDOLM@STER SideM 2nd ANNIVERSARY DISC 02 Beit & S.E.M                                           | Beit | 「Fun! Fun! Festa!」                                                         | ゲーム『アイドルマスター SideM』関連曲                                                                       |
| 2017年   | | |                                                                              | |
| 2月1日   | Beyond The Dream                                                                                    | 315プロダクション所属アイドル | 「Beyond The Dream」                                                         | ゲーム『アイドルマスター SideM』テーマソング                                                                 |
| 2月1日   | Beyond The Dream                                                                                    | 315プロダクション所属アイドル（フィジカル） | 「Beyond The Dream」                                                         | ゲーム『アイドルマスター SideM』テーマソング                                                                 |
| 2月10日  | THE IDOLM@STER SideM 2nd ANNIVERSARY SOLO COLLECTION                                                | 渡辺みのり（高塚智人） | 「Fun! Fun! Festa!」                                                         | ゲーム『アイドルマスター SideM』関連曲                                                                       |
| 10月18日 | THE IDOLM@STER SideM ORIGIN@L PIECES 08                                                             | 渡辺みのり（高塚智人） | 「Cherish BOUQUET」                                                          | ゲーム『アイドルマスター SideM』関連曲                                                                       |
| 11月15日 | THE IDOLM@STER SideM ANIMATION PROJECT 01「Reason‼」                                                | 315 STARS（DRAMATIC STARS、Beit、S.E.M、High×Joker、W、Jupiter） | 「Reason‼」                                                                  | テレビアニメ『アイドルマスター SideM』オープニングテーマ                                                     |
| 11月15日 | THE IDOLM@STER SideM ANIMATION PROJECT 01「Reason‼」                                                | Beit、High×Joker、W | 「夏時間グラフィティ」                                                       | テレビアニメ『アイドルマスター SideM』挿入歌                                                                 |
| 12月13日 | THE IDOLM@STER SideM ANIMATION PROJECT 02「TOMORROW DIAMOND」                                       | Beit | 「TOMORROW DIAMOND」                                                         | テレビアニメ『アイドルマスター SideM』エンディングテーマ                                                     |
| 12月13日 | THE IDOLM@STER SideM ANIMATION PROJECT 02「TOMORROW DIAMOND」                                       | Beit | 「Reason!!」                                                                 | テレビアニメ『アイドルマスター SideM』関連曲                                                                 |
| 12月27日 | アイドルマスター SideM BD・DVD第1巻特典CD「315 St@rry Collaboration 01 ～DRAMATIC STARS&Beit～」    | DRAMATIC STARS & Beit | 「冬の日のエトランゼ」                                                       | テレビアニメ『アイドルマスター SideM』関連曲                                                                 |
| 12月27日 | アイドルマスター SideM BD・DVD第1巻特典CD「315 St@rry Collaboration 01 ～DRAMATIC STARS&Beit～」    | Beit | 「夜空を煌めく星のように」                                                   | テレビアニメ『アイドルマスター SideM』関連曲                                                                 |
| 2018年   | | |                                                                              | |
| 1月31日  | THE IDOLM@STER SideM ANIMATION PROJECT 08「GLORIOUS RO@D」                                          | 315 STARS（DRAMATIC STARS、Beit、S.E.M、High×Joker、Jupiter） | 「Beyond The Dream（第2話 Ver）」                                            | テレビアニメ『アイドルマスター SideM』エンディングテーマ                                                     |
| 1月31日  | THE IDOLM@STER SideM ANIMATION PROJECT 08「GLORIOUS RO@D」                                          | 315 STARS（DRAMATIC STARS、Beit、S.E.M、High×Joker、W、Jupiter） | 「DRIVE A LIVE（第13話 Ver）」                                               | テレビアニメ『アイドルマスター SideM』エンディングテーマ                                                     |
| 1月31日  | THE IDOLM@STER SideM ANIMATION PROJECT 08「GLORIOUS RO@D」                                          | 315 STARS（DRAMATIC STARS、Beit、S.E.M、High×Joker、W、Jupiter） | 「GLORIOUS RO@D」                                                            | テレビアニメ『アイドルマスター SideM』挿入歌                                                                 |
| 6月27日  | アイドルマスター SideM BD・DVD第7巻特典CD PASSION of the PASSION Sound Disc                         | 天道輝（仲村宗悟）、ピエール（堀江瞬）、渡辺みのり（高塚智人）、伊瀬谷四季（野上翔）、蒼井享介（山谷祥生）、硲道夫（伊東健人）、若里春名（白井悠介）、舞田類（榎木淳弥） | 「315 Steelo!」                                                              | OVA『アイドルマスター SideM』挿入歌                                                                          |
| 7月7日   | 「ホーンテッド・オバケストラ」キャラクターソング Vol.1『Anti-Insomnia』メリィ                       | クリストルノヴァ芽李依（高塚智人） | 「Anti-Insomnia」                                                            | 『ホーンテッド・オバケストラ』関連曲                                                                         |
| 8月22日  | アイ★チュウ Nice to Meet You! 〜We are MG9!〜                                                       | MG9 | 「Nice to Meet You! 〜We are MG9〜」 「EXTRA SUMMER 〜Guys Be Ambitious!〜」 | ゲーム『アイ★チュウ』関連曲                                                                                  |
| 10月3日  | THE IDOLM@STER SideM WORLD TRE@SURE 04                                                              | 御手洗翔太（松岡禎丞）、渡辺みのり（高塚智人）、大河タケル（寺島惇太）、兜大吾（浦尾岳大） | 「千客万来ニーハオサァカス！」 「MEET THE WORLD!（CHINA Ver.）」             | ゲーム『アイドルマスター SideM LIVE ON ST@GE!』関連曲                                                        |
| 11月14日 | THE IDOLM@STER SideM WakeMini! MUSIC COLLECTION 01                                                  | 315 STARS（フィジカル Ver.） | 「LET'S GO!!」                                                               | テレビアニメ『アイドルマスター SideM 理由あってMini!』エンディングテーマ                                     |
| 2019年   | | |                                                                              | |
| 2月22日  | アイドルマスター SideM ストラグルハート 第1巻特装版オリジナルCD                                     | Beit | 「強く尊き獣たち」                                                           | 漫画『アイドルマスター SideM ストラグルハート』関連曲                                                        |
| 3月15日  | THE IDOLM@STER SideM WakeMini! SOLO COLLECTION 01 PHYSICAL Ver.                                     | 渡辺みのり（高塚智人） | 「LET'S GO!!」                                                               | テレビアニメ『アイドルマスター SideM 理由あってMini!』関連曲                                                 |
| 5月10日  | THE IDOLM@STER SideM 4th ANNIVERSARY DISC「LIVE in your SMILE / DREAM JOURNEY」                     | DRAMATIC STARS、Jupiter、Beit、High×Joker、Café Parade、もふもふえん、F-LAGS | 「DREAM JOURNEY」                                                            | ゲーム『アイドルマスター SideM』関連曲                                                                       |
| 10月23日 | アニメ「指先から本気の熱情-幼なじみは消防士-」OA版DVDコミックフェスタアニメショップ限定特典主題歌CD | 桜ヶ丘消防隊 | 「BLAZING LUV!!」                                                            | テレビアニメ『指先から本気の熱情-幼なじみは消防士-』主題歌                                                   |
| 12月18日 | THE IDOLM@STER SideM 5th ANNIVERSARY DISC 01 PRIDE STAR                                             | 315 ALLSTARS | 「PRIDE STAR」 「DRIVE A LIVE」 「Reason!!」 「GLORIOUS RO@D」               | ゲーム『アイドルマスター SideM』関連曲                                                                       |
| 2020年   | | |                                                                              | |
| 3月6日   | THE IDOLM@STER SideM 5th ANNIVERSARY UNIT COLLECTION -PRIDE STAR-                                   | Beit | 「PRIDE STAR」                                                               | ゲーム『アイドルマスター SideM』関連曲                                                                       |
| 8月5日   | THE IDOLM@STER SideM 5th ANNIVERSARY DISC 06 Jupiter&Beit&THE 虎牙道                                | Beit | 「Avenue Illusion!」                                                         | ゲーム『アイドルマスター SideM』関連曲                                                                       |
| 8月5日   | THE IDOLM@STER SideM 5th ANNIVERSARY DISC 06 Jupiter&Beit&THE 虎牙道                                | Jupiter、Beit、THE 虎牙道 | 「いつかのトライアングル」                                                   | ゲーム『アイドルマスター SideM』関連曲                                                                       |
| 8月26日  | THE IDOLM@STER SideM 5th ANNIVERSARY SOLO COLLECTION 05                                             | 渡辺みのり（高塚智人） | 「Avenue Illusion!」                                                         | ゲーム『アイドルマスター SideM』関連曲                                                                       |
| 12月2日  | THE IDOLM@STER SideM NEW STAGE EPISODE:05 Beit                                                      | Beit | 「Secret Ornament」 「NEXT STAGE!」                                          | ゲーム『アイドルマスター SideM』関連曲                                                                       |
| 2021年   | | |                                                                              | |
| 2月7日   | THE IDOLM@STER SideM UNIT COLLECTION -MEET THE WORLD!-                                              | 315 ALLSTARS | 「MEET THE WORLD!」                                                          | ゲーム『アイドルマスター SideM』関連曲                                                                       |
| 2月7日   | THE IDOLM@STER SideM UNIT COLLECTION -MEET THE WORLD!-                                              | Beit | 「MEET THE WORLD!」                                                          | ゲーム『アイドルマスター SideM』関連曲                                                                       |
| 9月29日  | THE IDOLM@STER SideM GROWING SIGN@L 01 Growing Smiles!                                              | 315 ALLSTARS | 「Growing Smiles!」 「DRIVE A LIVE」 「Beyond The Dream」 「NEXT STAGE!」    | ゲーム『アイドルマスター SideM GROWING STARS』関連曲                                                         |
| 11月10日 | STATION IDOL LATCH! STATION IDOL LATCH! 03                                                          | 和泉オーキッド亜恋 / 高輪GW駅（森嶋秀太）、英皐月 / 駒込駅（高塚智人）、高岩大智 / 巣鴨駅（井上雄貴） | 「花びら舞う夜に」                                                           | 『STATION IDOL LATCH!』関連曲                                                                                |
| 2022年   | | |                                                                              | |
| 1月8日   | THE IDOLM@STER SideM UNIT COLLECTION -Growing Smiles!-                                              | Beit | 「Growing Smiles!」                                                          | ゲーム『アイドルマスター SideM GROWING STARS』関連曲                                                         |
| 3月12日  | THE IDOLM@STER SideM PASSION@TE FORMATION -PHYSICAL-                                                | 315 STARS（フィジカルVer.） | 「RED HOT BEAT!!」                                                           | ゲーム『アイドルマスター SideM GROWING STARS』関連曲                                                         |
| 3月12日  | THE IDOLM@STER SideM PASSION@TE FORMATION -PHYSICAL-                                                | 渡辺みのり（高塚智人） | 「RED HOT BEAT!!」                                                           | ゲーム『アイドルマスター SideM GROWING STARS』関連曲                                                         |
| 5月25日  | 「王子の本命は悪役令嬢」オンエア版DVD AnimeFestaオリジナル公式Shop限定特典主題歌CD                  | シリウス・イヴェール（高塚智人） | 「アストロラーベを狂わせて」                                                 | テレビアニメ『王子の本命は悪役令嬢』主題歌                                                                   |
| 9月21日  | THE IDOLM@STER SideM 49 ELEMENTS 03 Beit                                                            | Beit | 「マイドラマティックヒロイン」                                               | ゲーム『アイドルマスター SideM GROWING STARS』関連曲                                                         |
| 9月21日  | THE IDOLM@STER SideM 49 ELEMENTS 03 Beit                                                            | 渡辺みのり（高塚智人） | 「カラフル・シンメトリー」                                                   | ゲーム『アイドルマスター SideM GROWING STARS』関連曲                                                         |
| 12月21日 | THE IDOLM@STER SideM GROWING SIGN@L 15 Take a StuMp!                                                | 315 ALLSTARS | 「Take a StuMp!」                                                            | ゲーム『アイドルマスター SideM GROWING STARS』関連曲                                                         |
| 2023年   | | |                                                                              | |
| 1月18日  | GO FOR IT!!                                                                                         | 315 STARS | 「GO FOR IT!!」                                                              | ゲーム『アイドルマスター SideM GROWING STARS』関連曲                                                         |
| 2月8日   | THE IDOLM@STER SideM GROWING SIGN@L 17 Beit                                                         | Beit | 「Platinum MASK」 「MIRROR of TRUTH」                                        | ゲーム『アイドルマスター SideM GROWING STARS』関連曲                                                         |
| 2月11日  | THE IDOLM@STER SideM UNIT COLLECTION -Take a StuMp!-                                                | Beit | 「Take a StuMp!」                                                            | ゲーム『アイドルマスター SideM GROWING STARS』関連曲                                                         |
| 3月11日  | 幻想のUtopia/安寧のDystopia                                                                         | 天ヶ瀬冬馬（寺島拓篤）、伊集院北斗（神原大地）、都築圭（土岐隼一）、神楽麗（永野由祐）、渡辺みのり（高塚智人）、信玄誠司（増元拓也）、華村翔真（バレッタ裕）、清澄九郎（中田祐矢）、伊瀬谷四季（野上翔）、神谷幸広（狩野翔）、卯月巻緒（児玉卓也）、水嶋咲（小林大紀）、橘志狼（古畑恵介）、舞田類（榎木淳弥）、山下次郎（中島ヨシキ）、円城寺道流（濱野大輝）、兜大吾（浦尾岳大）、九十九一希（比留間俊哉）、葛之葉雨彦（笠間淳）、北村想楽（汐谷文康） | 「安寧のDystopia」                                                           | 舞台『THE IDOLM@STER SideM PASSIONABLE READING SHOW -超常事変〜対立スル正義〜-』エンディングテーマ           |
| 10月28日 | THE IDOLM@STER SideM GROWING SIGN@L SOLO COLLECTION 03                                              | 渡辺みのり（高塚智人） | 「Platinum MASK」                                                            | ゲーム『アイドルマスター SideM GROWING STARS』関連曲                                                         |
| 10月28日 | THE IDOLM@STER SideM 8th STAGE THEME SONG「Hands & Claps!」                                         | 315 ALLSTARS | 「Hands & Claps!」                                                           | ライブイベント『THE IDOLM@STER SideM 8th STAGE 〜ALL H@NDS TOGETHER〜』テーマソング                          |
| 10月28日 | THE IDOLM@STER SideM 8th STAGE THEME SONG「Hands & Claps!」                                         | 315 STARS（フィジカルVer.） | 「Hands & Claps!」                                                           | ライブイベント『THE IDOLM@STER SideM 8th STAGE 〜ALL H@NDS TOGETHER〜』テーマソング                          |
| 2024年   | | |                                                                              | |
| 2月28日  | THE IDOLM@STER SideM CIRCLE OF DELIGHT 05 Beit                                                      | Beit | 「千夜一夜に瞬く星よ」 「ハナビラメールの空」                                | 『アイドルマスター SideM』関連曲                                                                             |
| 8月7日   | THE IDOLM@STER SideM F＠NTASTIC COMBINATION 〜HEARTMAKER!!!!〜 -SPIRIT'S WAY- Beit                  | Beit、神速一魂 | 「ONE LIFE」                                                                 | ライブイベント『315 Production presents F＠NTASTIC COMBINATION LIVE 〜HEARTMAKER!!!!〜 -SPIRIT'S WAY』関連曲 |
| 8月7日   | THE IDOLM@STER SideM F＠NTASTIC COMBINATION 〜HEARTMAKER!!!!〜 -SPIRIT'S WAY- Beit                  | Beit | 「喜怒哀楽万国共通」                                                         | ライブイベント『315 Production presents F＠NTASTIC COMBINATION LIVE 〜HEARTMAKER!!!!〜 -SPIRIT'S WAY』関連曲 |
| 8月7日   | THE IDOLM@STER SideM F＠NTASTIC COMBINATION 〜HEARTMAKER!!!!〜 -SPIRIT'S WAY- Beit                  | Beit、神速一魂、W、THE 虎牙道 | 「DRIVE A LIVE（HEARTMAKER!!!! Ver.）」                                      | ライブイベント『315 Production presents F＠NTASTIC COMBINATION LIVE 〜HEARTMAKER!!!!〜 -SPIRIT'S WAY』関連曲 |
| 8月7日   | THE IDOLM@STER SideM F＠NTASTIC COMBINATION 〜HEARTMAKER!!!!〜 -SPIRIT'S WAY- 神速一魂              | Beit、神速一魂、W、THE 虎牙道 | 「Beyond the Dream（HEARTMAKER!!!! Ver.）」                                  | ライブイベント『315 Production presents F＠NTASTIC COMBINATION LIVE 〜HEARTMAKER!!!!〜 -SPIRIT'S WAY』関連曲 |

### その他参加楽曲
| 発売日         | 商品名                       | 歌                 | 楽曲                                        | 備考                                         |
| -------------- | ---------------------------- | ------------------ | ------------------------------------------- | -------------------------------------------- |
| 2017年10月27日 | DOUBLE DARE COVERS           | グラスリ           | 「せつなさを殺せない」 「シャドーボクサー」 | ラジオ『Caféグラススリッパー』関連曲         |
| 2019年12月20日 | ぎゅってしよ！ グラスリ ver. | 山谷祥生、高塚智人 | 「ぎゅってしよ！」 「声はAmplifier」        | インターネットラジオ局「ラジ友」テーマソング |

## 書籍
- 高塚智人1stフォトブック たかぴ!!!!（2020年、主婦の友社）